# Elmaz.com
Elmaz.com е български сайт, предлагащ запознанства между всички хора в България с безплатна регистрация и множество други платени услуги. Elmaz.com позволява създаването на профили, в които потребителите могат да добавят лична информация, описание за себе си, критерии за партньора, снимки, видео и да общуват с други потребители. Дневно потребителите в сайта се увеличават със средно 400 души.
Сайтът е собственост на “СИНЕРА БГ” ООД, създател на подобни сайтове в Румъния, Гърция и Италия.

## Платени услуги
От 2005 година на сайта са въведени платени услуги, без които потребителите не могат да:
- видят кой е гласувал за тях,
- видят кой е разгледал техния профил,
- съхраняват голям брой съобщенията,
- видят снимките на други потребители в цял размер и др.

## Награди
- Трето място на Интернационалния Уеб Фестивал Албена 2004[1].
- Специална награда на БГ Сайт 2009[2] за успешно развит и в международен план български онлайн проект.